# Jarki (Kaliningrad)
Jarki (russisch Ярки, deutsch Karpau, litauisch Karpava) ist ein Ort in der russischen Oblast Kaliningrad im Rajon Gwardeisk. Der Ort gehört zur kommunalen Selbstverwaltungseinheit Stadtkreis Gwardeisk.
Jarki liegt allerdings nicht (mehr) an der ehemaligen Ortsstelle Karpau, die verlassen ist, sondern im Bereich des ehemaligen Gutes Garbeningken etwa zwei Kilometer nördlich von Slawinsk. Garbeningken gehörte nach 1945 offenbar zunächst mit zum Ort Belowo (deutsch Perpolken). 

## Geographische Lage
Karpau lag 2,5 Kilometer nordöstlich von Slawinsk (Goldbach) am nördlichen Ufer der Deime (heute russisch: Deima) an der Grenze zum Rajon Polessk (Kreis Labiau). Durch die Ortsstelle verläuft eine Nebenstraße, die Slawinsk über Iwanowka (Adlig Bärwalde) mit der Nachbarkreisstadt Polessk (Labiau) verbindet. 

## Geschichte
Das bis 1946 Karpau genannte Gutsdorf fand im Jahre 1286 die erste urkundliche Erwähnung. 
Als 1874 der neue Amtsbezirk Goldbach (heute russisch: Slawinsk) errichtet wurde, wurde der Gutsbezirk Karpau eingegliedert und gehörte bis 1945 zum Kreis Wehlau im Regierungsbezirk Königsberg der preußischen Provinz Ostpreußen. Im Jahre 1910 wurden in Karpau 53 Einwohner gezählt.
Am 30. September 1928 verlor Karpau seine Eigenständigkeit, indem es sich mit den Nachbarorten Garbeningken (nicht mehr existent), Groß Köwe (russisch: Sowchosnoje, existiert ebenfalls nicht mehr) und Goldbach zur neuen Landgemeinde Goldbach zusammenschloss.
1945 wurde Karpau mit dem nördlichen Ostpreußen der Sowjetunion zugeordnet und erhielt 1947 die russische Bezeichnung Jarki. Gleichzeitig wurde der Ort in den Dorfsowjet Slawinski selski Sowet im Rajon Gwardeisk eingegliedert. Von 2005 bis 2014 gehörte der Ort zur Landgemeinde Slawinskoje selskoje posselenije und seither zum Stadtkreis Gwardeisk.

## Kirche
Kirchlich war Karpau bis 1945 mit seiner meist evangelischen Bevölkerung in die Kirche Goldbach (Ostpreußen) eingepfarrt. Sie gehörte zum Kirchenkreis Wehlau in der Kirchenprovinz Ostpreußen der Kirche der Altpreußischen Union. Letzter deutscher Geistlicher war Pfarrer Ernst Struwe. Heute liegt Jarki im Einzugsbereich der beiden neu entstandenen evangelisch-lutherischen Gemeinden in Gwardeisk (Tapiau) bzw. Nekrassowo (Groß Scharlack), beides Filialgemeinden der Auferstehungskirche in Kaliningrad (Königsberg) in der Propstei Kaliningrad der Evangelisch-lutherischen Kirche Europäisches Russland.